# Lista de professores eméritos da Faculdade de Filosofia, Letras e Ciências Humanas da Universidade de São Paulo

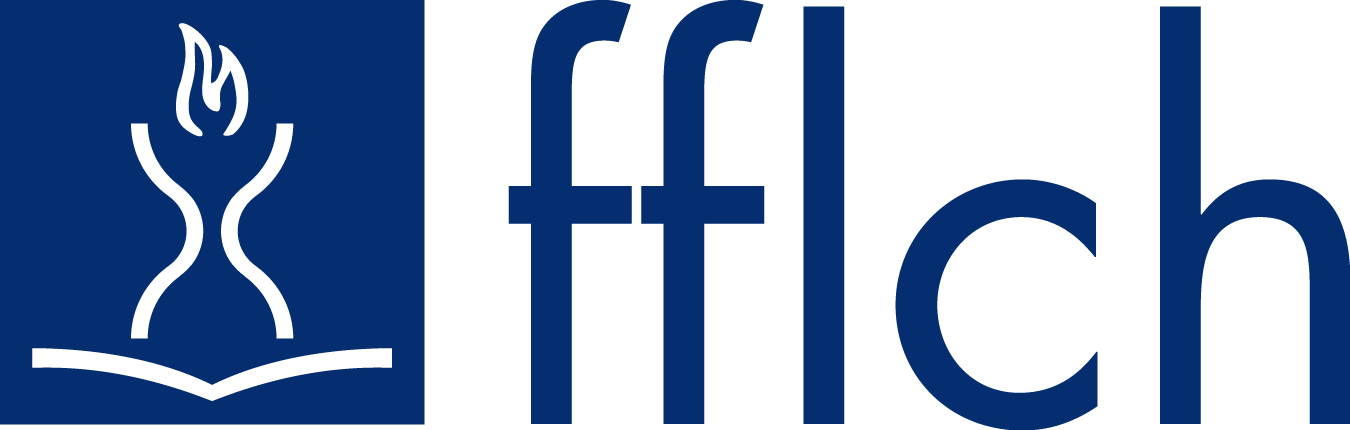
Logotipo da Faculdade de Filosofia, Letras e Ciências Humanas da USP.

Essa é Lista de professores emérito da Faculdade de Filosofia, Letras e Ciências Humanas da Universidade de São Paulo, contendo os professores da Faculdade de Filosofia, Letras e Ciências Humanas da Universidade de São Paulo que receberam o título de professor emérito.
A faculdade possui uma tradição de formação intelectual importante dentro do Brasil, e seus frutos podem ser conferidos pelo conjunto importante de contribuições para o pensamento político, social e artístico brasileiros de seus alunos e professores. Atualmente, o resultado de tais contribuições intelectuais torna a Faculdade de Filosofia uma presença constante em premiações brasileiras importantes como os prêmios Jabuti e Juca Pato.

## História
A Faculdade de Filosofia, Letras e Ciências Humanas da Universidade de São Paulo originou-se da extinta Faculdade de Filosofia, Ciências e Letras (FFCL). Sua fundação data de 1934, tendo como finalidade ser o pólo centralizador das atividades da Universidade de São Paulo, recém criada, e formar o corpo docente na expansão do ensino público brasileiro. Em seus primeiros anos oferecia cursos de ciências exatas, humanas e biológicas, contando com auxílio de professores europeus convidados, como Claude Lévi-Strauss, Fernand Braudel, Roger Bastide, Jean Maugüé, entre outros. 
À medida que a universidade se expandia, muitos departamentos ligados principalmente às ciências exatas e biológicas da FFCL ganharam autonomia, formando institutos ou escolas próprias, como o Instituto de Física ou o Instituto de Matemática e Estatística. Na década de 1960, a FFCL esteve localizada na Rua Maria Antônia, em São Paulo, e foi foco de um intenso movimento estudantil, político e intelectual de oposição ao regime militar instalado no Brasil em 1964. Muitos de seus professores como Florestan Fernandes, Fernando Henrique Cardoso, Octavio Ianni e José Arthur Giannotti foram aposentados compulsoriamente e foram obrigados a se exilar ou a continuar suas atividades intelectuais fora da Universidade.
Na época, a proximidade entre a FFCL e a Universidade Mackenzie foi motivo para um confronto aberto entre correntes políticas distintas em plena rua Maria Antônia. A FFCL reunia grande parte de estudantes de esquerda de São Paulo, em oposição à Universidade Mackenzie, que possuía, à época, um grupo de estudantes de direita que pertencia ao CCC (Comando de Caça aos Comunistas). A proximidade entre os dois grupos estudantis criou uma tensão que culminou em um sangrento confronto o qual matou o estudante secundarista José Carlos Guimarães, do Colégio Marina Cintra, da Rua da Consolação, de 20 anos, que fora apenas ver o que estava ocorrendo, sendo atingido e morto por uma bala perdida. O conflito acelerou o processo de transferência, já previsto, realizado pelo regime militar, da Faculdade para a atual Cidade Universitária, no bairro do Butantã.

## Estatuto da Universidade de São Paulo
Segundo o estatuto da universidade: "A Universidade e as Unidades poderão conceder o título de Professor Emérito a seus professores aposentados que se hajam distinguido por atividades didáticas e de pesquisa ou contribuído, de modo notável, para o progresso da Universidade". Para a concessão de tal titulo, é necessário a "aprovação de dois terços, respectivamente, dos componentes do Conselho Universitário ou das Congregações".

## Professores eméritos
| Imagem | Nome                                      | Data de outorga do título | Observações |
| ------ | ----------------------------------------- | ------------------------- | --- |
|        | Alfredo Bosi                              | 12 de março de 2009       | Crítico e historiador da literatura brasileira. Membro da Academia Brasileira de Letras. |
|        | Anita Novinsky                            | 27 de março de 2015       | Historiadora. |
|        | Antonio Candido de Mello e Souza          | 31 de agosto de 2021      | Sociólogo e crítico literário. Laureado com o Prêmio Camões em 1998. Por conta da Pandemia da COVID-19 a cerimônia de entrega acabou sendo adiada. Ele acabou falecendo nesse meio tempo, tendo a cerimônia ocorrido in memorium. |
|        | Antonio Augusto Soares Amora              | 09 de dezembro de 1982    | Educador e escritor. Membro da Academia Paulista de Letras. |
|        | Ataliba Teixeira de Castilho              | 28 de junho de 2013       | Linguista. |
|        | Aziz Nacib Ab' Saber                      | 23 de março de 2000       | Geógrafo. |
|        | Aziz Simão                                | 28 de maio de 1987        | Sociólogo. |
|        | Bento Prado de Almeida Ferraz Jr.         | 19 de novembro de 1998    | Filósofo, crítico literário e escritor. |
|        | Boris Scnaiderman                         | 16 de agosto de 2001      | Tradutor e escritor. |
|        | Carlos Augusto de Figueiredo              | 26 de junho de 2003       | Geógrafo e climatologista. |
|        | Carlos Guilherme Santos Serôa da Mota     | 19 de junho de 2009       | Historiador. |
|        | Davi Arrigucci Jr.                        | 19 de maio de 2011        | Crítico literário e escritor. |
|        | Décio de Almeida Prado                    | 29 de novembro de 2001    | Crítico teatral. Cerimônia in memorium. |
|        | Diana Luz Pessoa de Barros                | 17 de agosto de 2017      | Semioticista. |
|        | Dino Fioravante Preti                     | 23 de setembro de 2010    | Linguista. |
|        | Donald Pierson                            | 15 de janeiro de 1993     | Sociólogo. |
|        | Eduardo d' Oliveira França                | 30 de junho de 1994       | Historiador. |
|        | Edgon Schaden                             | 28 de setembro de 1989    | Antropólogo e etnólogo. |
|        | Emília Viotti da Costa                    | 24 de junho de 1999       | Historiadora. |
|        | Ernest Gustav Gotthelf Marcus             | 17 de novembro de 1966    | Filosofo da Zoologo. |
|        | Eunice Ribeiro Durham                     | 18 de abril de 2002       | Antropóloga e cientista política. |
|        | Eva Alterman Blay                         | 19 de outubro de 2010     | Socióloga. |
|        | Fernando Antonio Novais                   | 14 de dezembro de 2006    | Historiador. |
|        | Fernando de Azevedo                       | 10 de outubro de 1964     | Educador, sociólogo, crítico literário, jornalista e administrador. Membro da Academia Brasileira de Letras. |
|        | Fernando Henrique Cardoso                 | 15 de maio de 1992        | Sociólogo e cientista político. 34º presidente do Brasil e membro da Academia Brasileira de Letras. |
|        | Florestan Fernandes                       | 05 de dezembro de 1985    | Sociólogo. |
|        | Francisco Corrêa Weffort                  | 18 de outubro de 2013     | Cientista político. 11º Ministro da Cultura do Brasil. |
|        | Francisco Maria Cavalcanti de Oliveira    | 28 de agosto de 2008      | Sociólogo. |
|        | Gabriel Cohn                              | 08 de dezembro de 2011    | Sociólogo. |
|        | Gilda Rocha de Mello e Souza              | 20 de maio de 1999        | Filósofa e crítica literária. |
|        | Issac Nicolau Salum                       | 30 de novembro de 1985    | Linguista, filólofo e teólogo. |
|        | João Adolfo Hansen                        | 16 de dezembro de 2022    | Letrista, crítico literário e historiador. |
|        | João Baptista Borges Pereira              | 22 de março de 2001       | Antropólogo. |
|        | José Aderaldo Castello                    | 24 de abril de 2001       | Letrista e escritor. |
|        | José Arthur Giannotti                     | 25 de junho de 1998       | Filósofo. |
|        | José de Souza Martins                     | 23 de outubro de 2008     | Sociólogo. |
|        | José Jobson de Andrade Arruda             | 20 de setembro de 2017    | Historiador. |
|        | José Pereira de Queiroz Neto              | 28 de agosto de 2003      | Geógrafo e Agrônomo. |
|        | José Ribeiro de Araújo Filho              | 22 de outubro de 1981     | [ 2 ] |
|        | José Sebastião Witter                     | 27 de novembro de 2003    | Historiador. |
|        | Kabengele Munanga                         | 02 de junho de 2023       | Antropólogo. |
|        | Léon Kossovitch                           | 15 de março de 2023.      | Crítico de arte e filósofo. |
|        | Leyla Beatriz Perrone Moisés              | 22 de abril de 1999       | Crítica literária e escritora. |
|        | Lux Boelitz Vidal                         | 09 de dezembro de 2010    | Antropóloga. |
|        | Maria de Lourdes Mônaco Janotti           | 04 de abril de 2014       | Historiadora. |
|        | Maria Helena Rolim Capelato               | 27 de maio de 2022        | Historiadora. |
|        | Maria Isaura Pereira de Queiroz           | 31 de maio de 1990        | Socióloga. |
|        | Maria Ligia Coelho Prado                  | 10 de maio de 2012        | Historiadora. |
|        | Maria Odila Leite da Silva Dias           | 13 de setembro de 2013    | Historiadora. |
|        | Marilena de Souza Chauí                   | 13 de dezembro de 2017    | Filósofa. |
|        | Mário Pereira de Souza Lima               | 14 de novembro de 1966    | Letrista. |
|        | Marlyse Madeleine Meyer                   | 16 de abril de 2009       | Crítica literária e tradutora. |
|        | Milton Almeida dos Santos                 | 28 de agosto de 1997      | Geógrafo. Laureado em 1992 com o Prêmio Vautrin Lud. |
|        | Milton Camargo da Silva Rodrigues         | 23 de setembro de 1965    | Engenheiro e educador. |
|        | Octavio Ianni                             | 30 de outubro de 1997     | Sociólogo. |
|        | Oracy Nogueira                            | 28 de abril de 1994       | Sociólogo. |
|        | Oswaldo Porchat de Assis Pereira da Silva | 21 de junho de 2001       | Filósofo. |
|        | Pasquale Petrone                          | 25 de setembro de 1997    | Geógrafo. |
|        | Paula Beiguelman                          | 22 de maio de 2003        | Cientista político. |
|        | Philippe Léon Marie Ghislain Willemart    | 12 de abril de 2023       | Crítico literário. |
|        | Raquel Glezer                             | 18 de maio de 2018        | Historiadora. |
|        | Reginaldo Prandi                          | 05 de junho de 2018       | Sociólogo. |
|        | Ruy Fausto                                | 27 de agosto de 1998      | Filósofo. |
|        | Sedi Hirano                               | 25 de novembro de 2010    | Sociólogo. |
|        | Segismundo Spina                          | 13 de abril de 1989       | Letrista, filólogo e escritor. |
|        | Sergio Miceli Pessôa Barros               | 4 de novembro de 2022     | Sociólogo, historiador e educador. |
|        | Ulpiano Toledo Bezerra de Meneses         | 29 de maio de 2008        | Historiador. |
|        | Walnice Nogueira Galvão                   | 11 de março de 2011       | Letrista e crítica literária. |